# Metro Los Angeles
Die Los Angeles County Metropolitan Transportation Authority (LACMTA oder MTA), im alltäglichen Gebrauch als Metro Los Angeles bezeichnet, ist die größte Nahverkehrsgesellschaft des Los Angeles County in Kalifornien. Mit 9200 Mitarbeitern und einer Flotte mit 2308 Bussen zählt sie zu den größten Verkehrsbetrieben in den Vereinigten Staaten.

## Geschichte

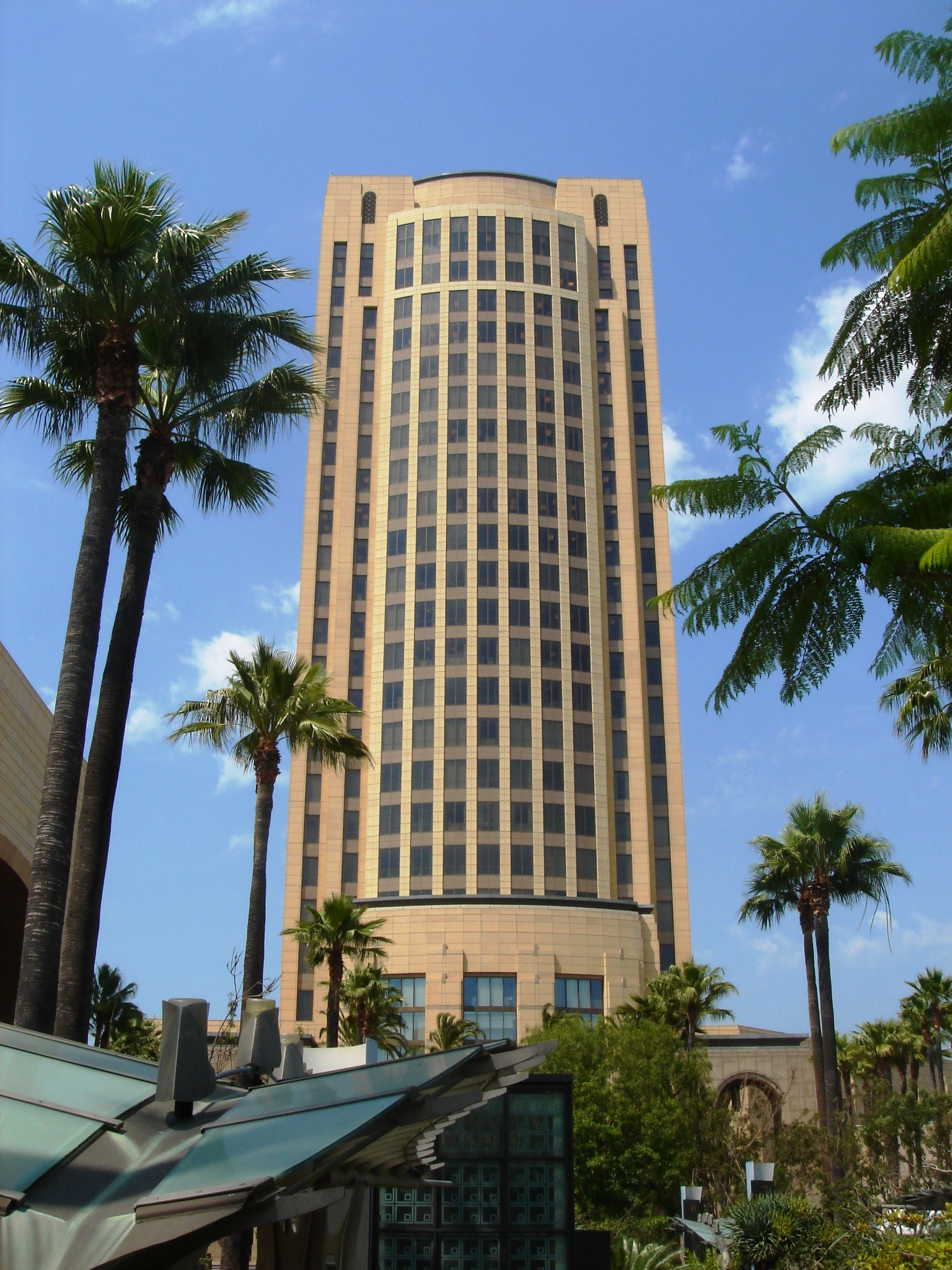
Das Hauptquartier der Metro am One Gateway Plaza

Die LACMTA entstand 1993 aus einem Zusammenschluss der SCRTD (Southern California Rapid Transit District) und der LACTC (Los Angeles County Transportation Commission). Die SCRTD betrieb seit den 1960er Jahren den meisten Nahverkehr in den Countys von Los Angeles, Orange, San Bernardino und Riverside. 1976 wurde die LACTC gegründet, nachdem ein entsprechendes Gesetz jeden County in Kalifornien dazu zwang, eine eigene Verkehrsgesellschaft zu gründen. Dies führte zu einem Konkurrenzkampf zwischen beiden Betrieben, der seinen Höhepunkt fand, als die sich in Bau befindliche Blue Line (von der LACTC gebaut) ungefähr 6 Blocks entfernt von der 7th Street Station (von der SCRTD gebaut) verlaufen sollte, was eine mögliche Verbindung zwischen den beiden verhindert hätte. Nachdem die LA Times über den Vorfall berichtete, sahen sich die Vorstände beider Betriebe dem Druck der Öffentlichkeit ausgesetzt. Daraufhin wurde auf Initiative von Assemblyman Richard Katz der Zusammenschluss beider Betriebe beschlossen. Beide Betriebe schlossen sich am 1. April 1993 zur Los Angeles Metropolitan Transportation Authority zusammen; dies wurde nicht zuletzt von der SCRTD begrüßt, da sie seit der Gründung der LACTC mit sinkenden Fahrgastzahlen zu kämpfen hatte.

## Bahn

Karte der Metro Rail und Liner (Stand: 2020)

Die Metro betreibt sechs Bahnlinien, davon vier Stadt- (Light Rail) und zwei U-Bahnlinien (Heavy Rail). Dem Gesamtnetz sind 93 Stationen auf einer Länge von 98 Meilen (158 km) angeschlossen. Seit 2013 bietet die Metro keine Papierfahrscheine mehr an. Daher ist für alle Bahnlinien eine Plastikkarte erforderlich, die sogenannte TAP-Card, die an allen Stationen an Fahrscheinautomaten erworben werden kann. Ein Tagespass für das gesamte Metronetz kostet 7 Dollar (2,50 $ für Rentner ab 62) und ein Wochenpass 25 Dollar (Stand 2020).

### Light Rail
- Metro A Line (auch Blue Line, eröffnet 1990) von Downtown LA nach Long Beach. Sie verläuft in Downtown LA teilweise unterirdisch.
- Metro C Line (eröffnet 1995) von Norwalk nach Redondo Beach. Eine der Stationen (Aviation Blvd/LAX) liegt in der Nähe des Los Angeles International Airport. Von dort aus gibt es einen Shuttle Service zum Flughafen.
- Metro E Line (auch Expo Line, eröffnet 2012) von Downtown LA nach Culver City und weiter (seit 20. Mai 2016[2]) bis zum Santa Monica Pier.
- Metro L Line (eröffnet 2003, aufgelöst 2023) von Azusa und Union Station nach Atlantic.

### Heavy Rail
- Metro B Line (eröffnet 1993) von Downtown LA nach North Hollywood. Diese Linie ist die mit Abstand am meisten frequentierte der Metro. Durch die Stationen Universal City direkt am Themenpark Universal City Hollywood, und Hollywood/Highland, in deren Nähe sich unter anderem der Hollywood Walk of Fame, das Graumans Chinese Theatre, und das Graumans Egyptian Theatre befinden, ist diese Linie bei Touristen sehr beliebt.

- Metro D Line (eröffnet 1993, Erweiterung seit 2014 im Bau) von Downtown LA und Wilshire/Western. Sie verläuft bis zur Station Wilshire/Vermont auf derselben Strecke wie die Metro B Line. Von dort zweigt sie ab und fährt zwei weitere Haltestellen an. Die Erweiterung soll in drei Abschnitten (Eröffnung 2023, 2025 und 2027) bis nach Westwood/VA Hospital erfolgen.

## Bus
Es gibt drei verschiedene Arten von Buslinien, die an den Farben der Busse der jeweiligen Art unterschieden werden können:

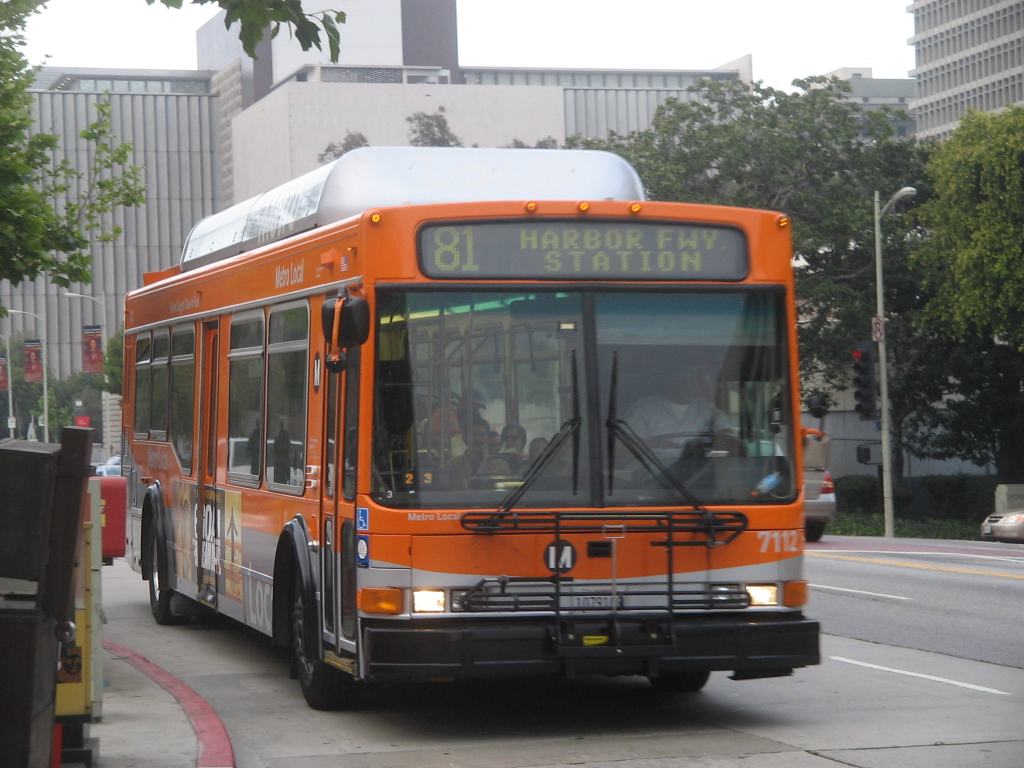
Metro Local Bus

- Metro-Local-Busse sind die am meisten verbreiteten. Sie befahren die meisten größeren Straßen und halten regelmäßig (etwa alle 200 Meter). Insgesamt befinden sich auf 189 Linien etwa 16.000 Bushaltestellen.[3] Diese Busse sind in einem Orange gehalten, das dem Kalifornischen Mohn (California Poppy) nachempfunden ist, welche die Staatsblume von Kalifornien ist. California Poppy ist auch die Bezeichnung, die von der Metro für diese Farbe verwendet wird.[4]

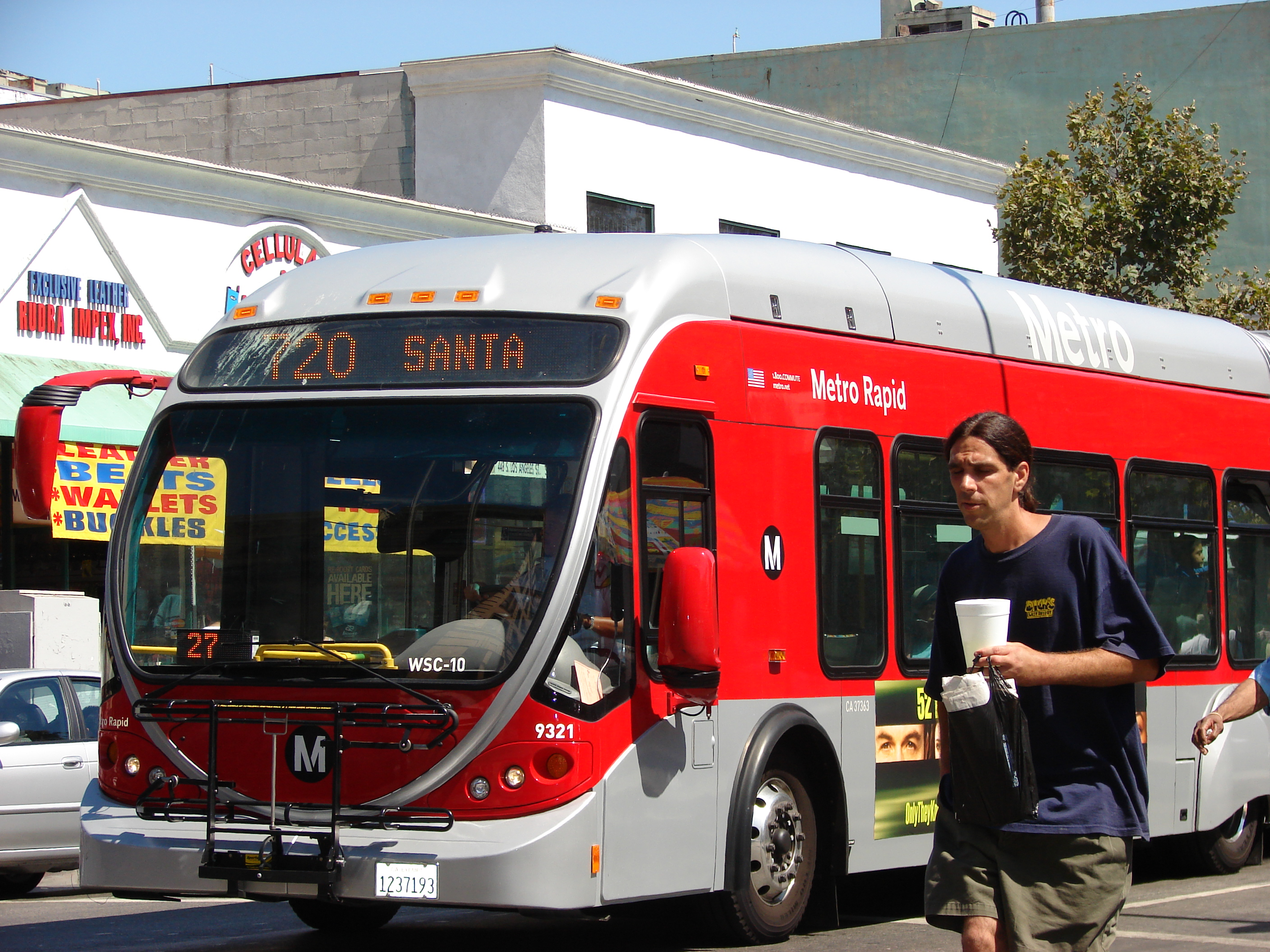
Metro Rapid Bus

- Metro-Rapid-Busse fahren auf den Hauptstraßen parallel zu den dortigen Local-Bussen. Sie halten nur an den größten Kreuzungen und sind dadurch nach Angaben der Metro etwa 25 % schneller unterwegs. Die Busse haben eine feuerrote Farbe, die von der Metro „Rapid Red“ genannt wird.

- Metro-Express-Busse halten sehr selten und sind vorwiegend auf den Freeways (Autobahnen) unterwegs. Es gibt momentan nur 2 Linien (450 und 577) dieser Art. Diese Busse sind dunkelblau, von der Metro als „Business Blue“ bezeichnet.

Alle Busse werden mit komprimiertem Erdgas betrieben, womit die Metro über die größte Busflotte dieser Art in den Vereinigten Staaten verfügt.

## Metro Liner

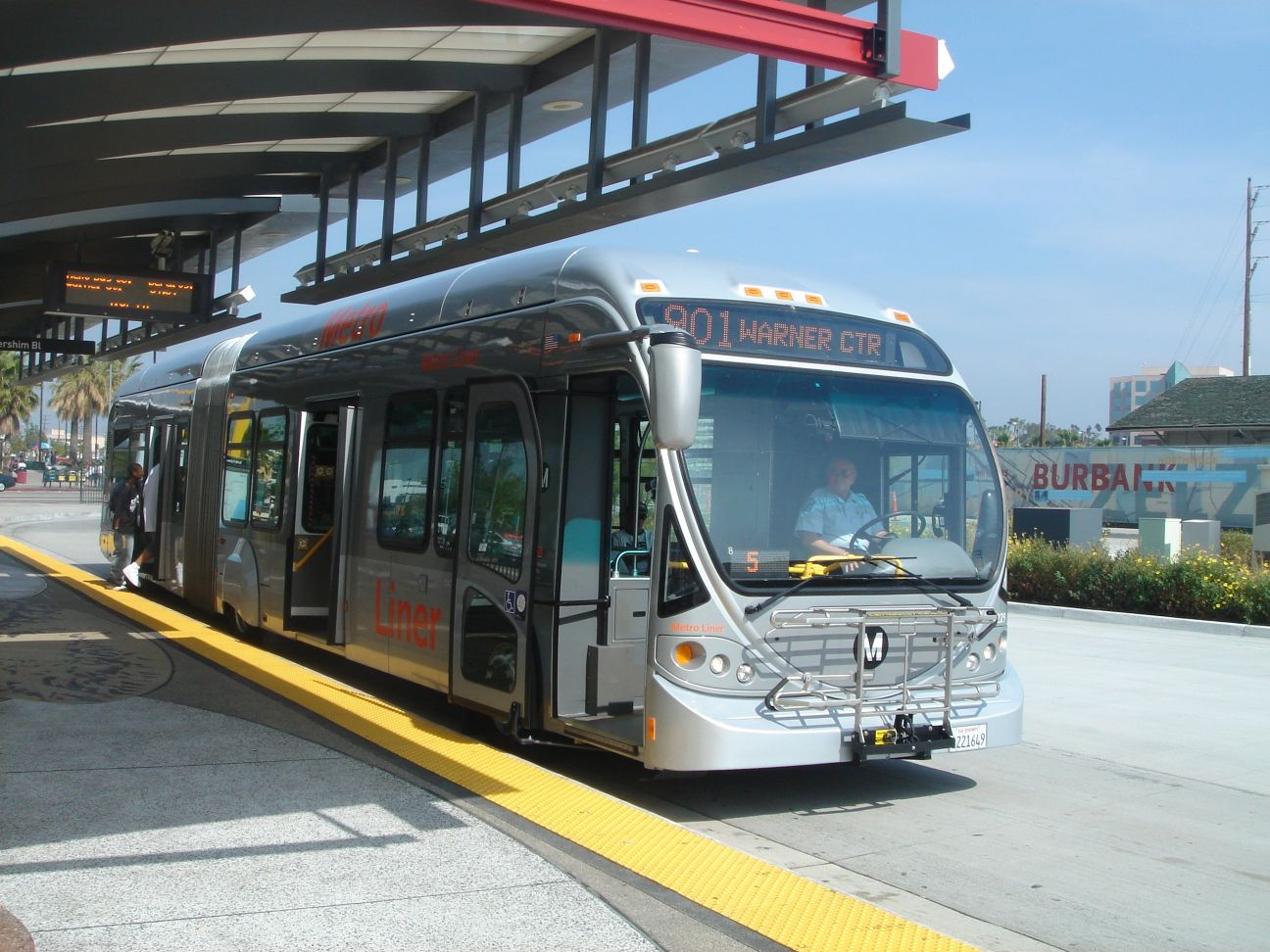
Metro Liner an der Station North Hollywood

Metro-Liner sind Buslinien, die als Ersatz oder als Vorlaufbetrieb einer Stadtbahnlinie verkehren (Englisch: Bus Rapid Transit). Die Metro bewirbt sie als „light rail on rubber tires“. Die silberne Farbe ist der Farbgebung der Stadtbahnen (Light Rail) nachempfunden. Es handelt sich dabei um zwei Buslinien, die teilweise auf eigens für sie gebauten und nur von ihnen befahrenen Streckenabschnitten verkehren und dadurch viel schneller sind als die übrigen Metro-Busse.
- Metro G Line (eröffnet 2005) zwischen North Hollywood und Woodland Hills. Diese beginnt an der Endstation North Hollywood der Red Line, hält etwa einmal alle zwei Kilometer und führt bis Chatsworth (Umsteigemöglichkeit zu Amtrak und Metrolink).
- Metro J Line (eröffnet 2009) zwischen El Monte und San Pedro. Sie verkehrt überwiegend auf dem El Monte Busway und dem Harbor Transitway und hält dazwischen nur sehr selten.